# ۶۷۱ (پیش از میلاد)
۶۷۱ (پیش از میلاد) ۶۷۱مین سال قبل از تقویم میلادی است.